# 프랑스 제1제국
프랑스 제1제국은 1804년 수립되어 나폴레옹 1세의 통치를 받으며 1814년 혹은 1815년까지 존속한 프랑스의 절대 군주 정권이다. 나폴레옹 1세의 뛰어난 군사적 능력에 전적으로 의지해온 군사 국가이며, 그가 전쟁에서 계속 이겨야만 정권이 유지될 수 있었다.

## 역사

### 프랑스 제국의 성립

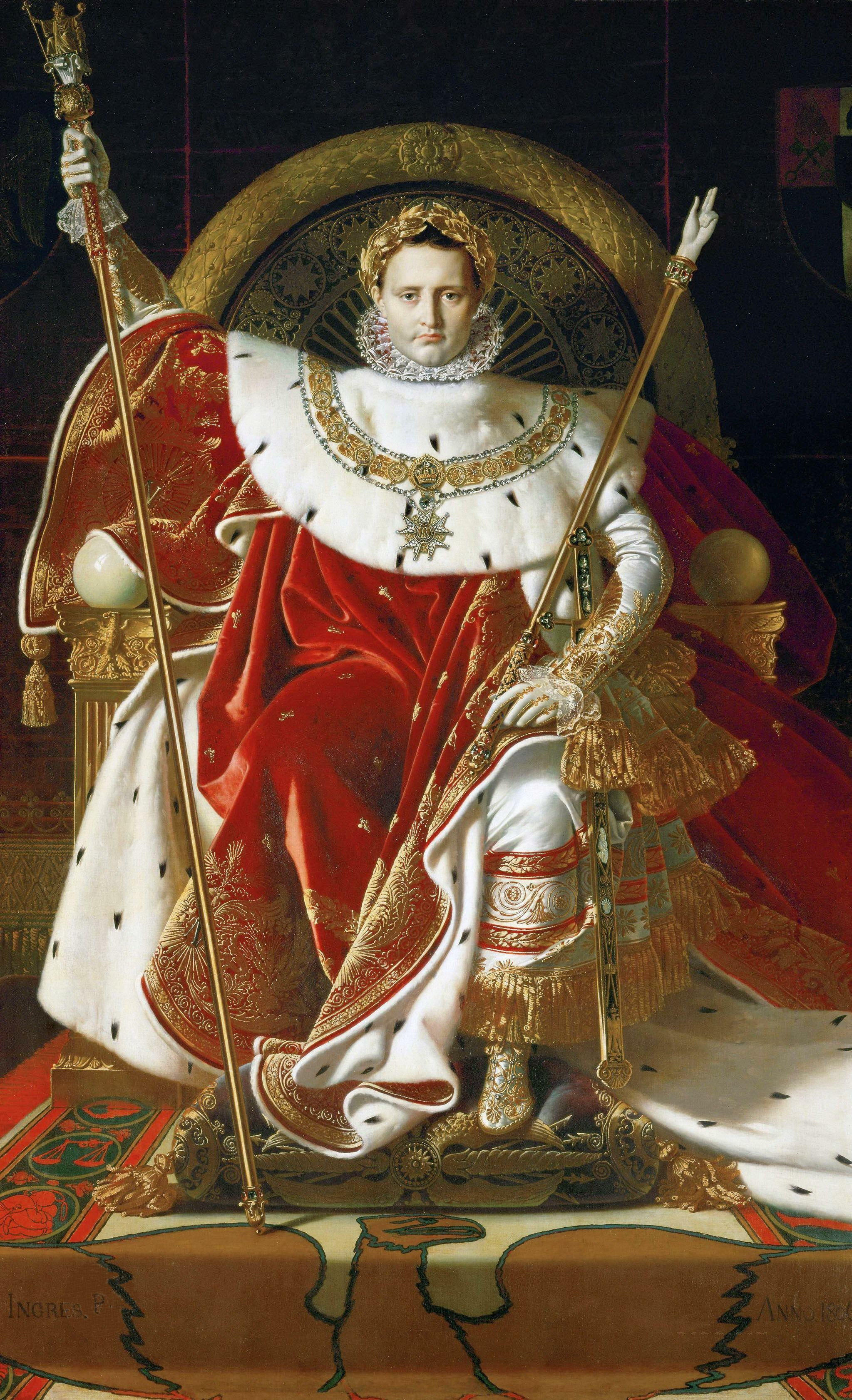
옥좌에 앉은 나폴레옹 1세

1804년 7월, 프랑스 황제 나폴레옹 보나파르트는 국민투표에서 찬성표 3,572,329와 반대표 2,569로 압도적인 지지를 받아 12월 2일에 프랑스의 황제, 곧 나폴레옹 1세로 즉위하였다(참고로 기권표는 70%이상). 야심만만했던 나폴레옹 1세는 역대 프랑스 왕들이 전통적으로 대관식을 치른 랭스 대성당을 단호히 거부하고 노트르담 대성당을 즉위식 장소로 선택하였다. 자신은 부패한 부르봉 왕조를 계승하는 군주가 아닌, 위대한 로마 제국의 대를 이은 샤를 대제의 후계자임을 만천하에 과시하기 위해서였다. 대관식은 나폴레옹 1세의 요구대로 하객들의 기가 질릴 만큼 호사스럽게 거행되어 황제의 막강한 권력을 과시하고 선전하는 정치적 행사로 연출하였다.
또한 나폴레옹 1세는 본인이 직접 황제관을 썼으므로 교황 비오 7세는 꼼짝없이 축복기도를 하고 그를 포옹해주는 것으로 만족해야만 했다. 이로써 프랑스 제국이 출범하게 된다. 영국, 오스트리아, 프로이센, 러시아 등 유럽 열강의 입장에서 볼 때, 프랑스 제국의 등장은 나폴레옹 1세의 권력 강화 그 이상도 이하도 아니었으며, 혁명이 자국에까지 미칠 지 모른다는 두려움과 동시에 군사적인 면에서의 위협도 증가하였다. 열강 각국은 조속히 대(對)프랑스 동맹을 결성하여, 프랑스 제국에 대항하였다. 프랑스 국내에서도 프랑스 혁명을 통해 왕정을 타파하고 공화정을 세운 것에 역행하는 것으로 규정하는 친자코뱅파의 반발을 불러들였다.

### 프랑스 제국의 번영

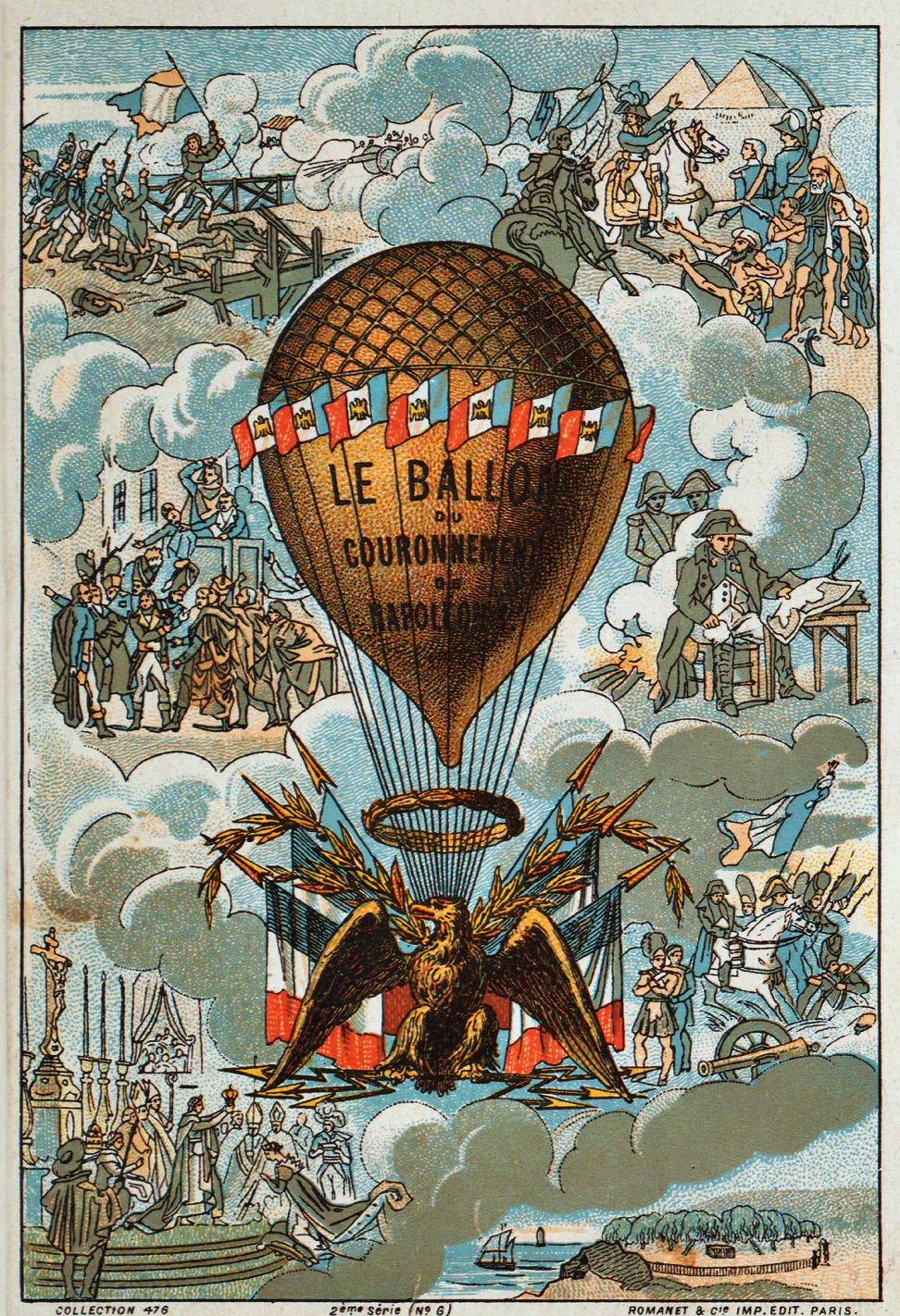
“나폴레옹의 즉위식 풍선”. 나폴레옹의 군사적 승리 모습을 담고 있다.

나폴레옹 1세는 즉위하자마자 프랑스의 수도 파리를 세계 제일의 수도로 만들기 위해 도시에 대한 근대화 정책을 추진하였다. 그는 가구의 새로운 계산법(짝수법, 홀수법)을 마련하고, 분수를 설치하고 묘지를 정리하였으며, 광장과 회관, 시장, 강변 구역과 제방 및 공공 시설과 기념비적 건축물들을 정비하였다. 또 높은 지위의 사람들과 위인들의 동상이 거리 곳곳에 세워지고, 교량이 건설되었다.
1805년 나폴레옹 1세는 아미앵 조약을 파기한 영국을 침공하고자 도버 해협에 인접한 불로뉴쉬르메르에 군대를 집결시켰으나 영국의 동맹을 맺은 오스트리아군이 바이에른을 공격하자 라인강 방면으로 보냈다. 프랑스군은 곧바로 빈을 함락시키고 오스트리아와 러시아의 연합군과 충돌하였다(아우스터리츠 전투). 그 결과, 나폴레옹 1세의 교묘한 작전 덕분에 프랑스군은 완승을 거두었으며 신성로마제국의 프란츠 2세는 나폴레옹 1세에게 항복을 선언하였다. 다음해, 나폴레옹 1세는 신성로마제국을 해체하고, 독일의 서남쪽 나라들을 합쳐 친프랑스 성향을 띤 라인 동맹을 성립시켰다. 더불어 독일 황제로서의 자격을 상실한 프란츠 2세는 신성로마제국의 황제 자리를 사임하여, 오스트리아 황제가 되었다.
프랑스의 패권이 독일에까지 미치자, 마침내 프로이센의 프리드리히 빌헬름 3세는 프랑스에 선전포고를 하였다. 러시아의 알렉산드르 1세도 이를 지지하여 1806년에 프랑스는 프로이센과 러시아 두 나라를 상대로 전쟁상태에 돌입하였다. 베를린을 크게 포위한 형태로 프로이센군과 대치한 프랑스군은 예나-아우어슈테트 전투에서의 승리로 베를린에 입성하였다.
프랑스군이 러시아로 가기 위해서는 폴란드를 거칠 수밖에 없었는데, 폴란드인들의 협력을 구하고자 러시아와 프로이센, 오스트리아의 영토 분할로 인해 와해된 조국을 재건시켜주겠노라 약속하였다. 1807년 아일라우 전투와 프리틀란트 전투에서 러시아군을 격파함으로써 마침내 러시아를 굴복시키게 된다. 나폴레옹 1세와 알렉산드르 1세는 틸지트 조약을 체결하여 이미 프랑스의 세력하에 있던 폴란드를 바르샤바 공국으로 분립, 프랑스의 보호국으로 지정하였다. 또한 프로이센과 오스트리아의 영토를 대폭 빼앗아, 이들의 국력을 크게 약화시켰다. 나폴레옹 1세는 이 날 전투에서의 승리를 기념하기 위해 개선문을 세우도록 명하였다.

### 해방 전쟁 전개
프랑스 제국은 오스트리아, 프로이센 등을 차례대로 굴복시킴으로써 국력이 절정기에 다다랐지만, 대륙 밖에서는 아직도 영국이 반프랑스 입장을 고수하고 있었다. 나폴레옹은 영국을 굴복시키고자 영국의 경제적 고립을 노린 대륙봉쇄령을 발동시켰다. 대륙봉쇄령은 당시 산업혁명이 일어나 자본주의 경제의 세계적 중심지로 떠오르던 영국을 대륙으로부터 떼어내는 것을 의미하는 것이었으며, 영국을 경제적으로 고립시키기는커녕 반대로 영국이라는 교역상대를 상실한 대륙 각국의 경제가 피폐해지는 결과를 낳았다.
한편, 나폴레옹 1세의 정복활동은 계속되었으며 새로운 타깃은 서쪽에 위치한 이베리아반도였다. 당시 스페인 왕실 내의 내분을 이용한 그는 1808년 군대를 파병하여 스페인과 포르투갈을 침공하였다. 스페인 국왕과 포르투갈 국왕은 국외로 도피하였다. 얼핏 프랑스가 두 나라를 모두 차지한 것처럼 보였지만, 민족주의 성향이 강한 스페인 국민들이 반(反)프랑스 게릴라전을 개시하였고, 영국도 이들을 지원하였다. 이후 프랑스는 이베리아반도에 군을 계속 주둔시켜야만 하였다.
이렇게 이베리아반도의 정세가 불안해짐에 따라, 완벽히 제압했다고 생각한 동쪽에서도 동요가 일어나기 시작하였다. 1809년의 오스트리아가 프랑스에 항거하자, 나폴레옹 1세는 순식간에 오스트리아군을 격파하여 빈을 점령하였다. 그리고 오스트리아 황제 프란츠에게 다시는 자신에게 반항하지 않게 하도록 그의 딸 마리 루이즈를 자신의 아내(실질적으로는 인질)로 줄 것을 억지로 강요하였다.
당시 나폴레옹 1세와 조제핀 사이에는 후계자가 존재하지 않았으며, 세습을 통해 정권의 존속을 바랐던 나폴레옹 1세에게 있어서 이는 심각한 문제였다. 또한 확고한 후계자 확보는 반혁명을 막기 위해(구체적으로는 부르봉 왕조의 부활 저지) 자신의 즉위를 지지해준 국민에 대한 의무이기도 했다. 나폴레옹 1세는 오스트리아 점령 직후에 조제핀과 이혼한 후, 오스트리아와 혼담을 주고받았다. 1810년 나폴레옹 1세와 마리 루이즈의 결혼식이 거행되었으며, 곧이어 나폴레옹 2세가 탄생하였다. 적자의 탄생에 기뻐한 나폴레옹 1세는 갓 태어난 아기를 로마왕에 임명하였다.
1812년 러시아는 프랑스 육군원수 베르나도트가 섭정으로 있는 스웨덴과 공조하여 프랑스에 대한 항전을 재개하였다. 결국 두 나라는 1813년에 틸시트 조약을 파기함으로써 나폴레옹의 러시아 원정을 맞게 되었다. 이 때, 러시아군은 침공하는 프랑스군에 대항해 방어공세로 나섰다. 그러나 프랑스군과의 전투에서 연달아 패하였으며, 결국 그해 초가을에 수도 모스크바를 프랑스에 내주게 되었다.

### 프랑스 제국의 종식
당초 나폴레옹 1세는 프랑스군이 모스크바를 점령하면 러시아가 항복할 것으로 기대하고 있었다. 그러나 이러한 나폴레옹의 안이한 생각을 뒤집은 것은 또다시 프랑스 혁명의 수출품인 민족주의의 발흥이었다. 조국이 유린당하는 것을 참을 수 없었던 러시아인들은 프랑스에 대한 저항을 계속했고, 반나폴레옹의 상징이 된 알렉산드르 1세에게 강한 지지를 보내고 있었다. 이러한 지지를 배경으로 러시아군은 프랑스군에 대해 강하게 저항했으며, 또한 프랑스군이 지나가는 길마다 농민들이 게릴라전을 개시하게 된다.
한편 프랑스군은 예상이 빗나가자 다음 군사 목표를 명확히 정하지 못한 채 이러지도 저러지도 못하다가 결국 철군 타이밍마저 놓치게 되었다. 결국 10월에 프랑스군은 모스크바 철군을 개시하지만, 때는 이미 늦어 프랑스 병사들은 러시아군 또는 농민 게릴라의 습격을 받아 죽거나 굶주림과 추위로 죽는 사람이 속출했다. 12월에 파리에서 쿠데타 미수 사건이 일어나자, 나폴레옹 1세는 병사들을 내팽개치고 파리로 귀환해 버렸다. 그러나 이때 벌써 러시아 원정 시 100만 명에 달하던 프랑스군은 완전히 괴멸한 상태였다.
이리하여 나폴레옹 1세의 러시아 침공은 러시아군의 완전한 승리로 끝났다. 전세를 만회한 알렉산드르 1세는 기세를 올려 패주하는 프랑스군을 추격할 것을 명령하여 서쪽으로 계속 진군하였다. 여기에 프로이센이 동참하였으며, 오스트리아는 황후 마리 루이즈 문제로 대놓고 나서지는 못하고 프로이센과 러시아에 대해서 호의적인 중립으로 입장을 굳혔다.
프랑스 국내에 있어서 나폴레옹 정권은 나폴레옹 1세의 천재적인 군사 능력과 그가 전쟁에서 연거푸 승리를 쟁취함으로써 정권 존속을 보장받고 있었다. 그렇기 때문에 러시아에서의 대패는 나폴레옹 정권의 기반을 흔들기에 충분하였다. 12월의 쿠데타 미수 외에 정권 내부의 반역, 징병에 대한 반발이 연달아 일어났다. 그럼에도 나폴레옹은 1813년 여름에 군을 재편하고, 서쪽으로 향하는 프로이센군과 러시아군을 드레스덴 주변에서 맞아 진격 저지에 성공했다.
그러나 정전 교섭으로 시간을 지체하면서, 그 동안 프로이센군과 러시아군에게 재편할 시간을 주게 되었으며 거기에다가 오스트리아군마저 적으로 돌린 일은 프랑스에게 있어서 결정적인 실패였다. 오스트리아, 프로이센, 러시아, 스웨덴 등 4개국 연합군은 동맹을 맺고 라이프치히에서 대접전을 벌였다. 나폴레옹은 18만 5000명에 달하는 프랑스군과 기타 및 군인들의 군대와 4개국 동맹군은 32만 명에 달하는 군대를 일으켰다. 그러나 라이프치히 전투는 나폴레옹의 패배로 끝이 났으며, 이는 제국의 결정적인 몰락을 가져왔다. 이 전투 이후 라인 연방 등 라인 강 동부의 프랑스 제국이 붕괴되었다.
1814년의 파리 침공전에서 프랑스군은 연합군의 교묘한 기만 공작으로 인해 파리로의 입성을 허락해 버렸다. 프랑스 제국 의회는 나폴레옹의 퇴위를 요구하였으며 나폴레옹 1세 휘하 장군들도 의견을 모아 퇴위할 것을 간청하여 나폴레옹 1세는 결국 저항을 포기하고 4월 4일 퇴위 문서에 서명하여, 엘바섬으로 떠났다.
나폴레옹 1세가 퇴위한 후 프랑스에는 부르봉 왕가의 루이 18세가 프랑스 왕으로 즉위함으로써 왕정 복고가 이루어졌다. 왕당파에게 있어선 1792년의 왕권 정지 이래부터의 염원이었던 복권이었지만, 오랫동안 외국에서 생활해 온 루이 18세로서는 혁명으로 진전된 프랑스를 완전히 이해하지 못하고 옛 제도의 부활을 기획했기 때문에, 국민들로부터의 지지를 전혀 얻을 수 없었다. 한편, 유럽 열강은 나폴레옹 1세 이후의 유럽의 새로운 질서를 결정하기 위해 빈 회의를 열었지만, 각국의 이해관계가 대립한 채로 전혀 진전할 기미가 보이지 않았다. 이러한 상황의 틈을 노려 나폴레옹 1세는 1815년 엘바섬에서 탈출하였다.
엘바섬에서 벗어나 프랑스 남해안에 상륙한 나폴레옹 1세는 젊은 시절부터 친분이 있었던 휘하 장수들의 대부분을 소집하였다. 그런 다음 시대에 뒤떨어진 루이 18세에 대해 실망했던 파리 시민과 병사들의 열렬한 환영을 받으면서 순식간에 파리로 입성했다. 나폴레옹 1세의 갑작스런 귀환에 경악한 각국 열강은 다시 나폴레옹 1세에 저항하기로 뜻을 모으고, 프랑스에 전쟁을 선포하였다. 연합군은 벨기에 지방에 영국군과 프로이센군을, 라인 방면과 이탈리아반도 북부에 오스트리아군을 주둔시키면서 광범위한 나폴레옹 포위망을 형성했다.
한편 나폴레옹 1세가 인솔한 프랑스군은 벨기에 방면을 침공하여, 영국군-프로이센군과 대치했다. 당시 영국군을 인솔한 사람은 웰링턴 공 아서 웰슬리로, 워털루 전투에서 프랑스군에 대한 저항을 끈질기게 유지하며, 프로이센의 원군을 기다렸다. 한편 프랑스군은 지원 부대가 전투가 늦었는 데 반해, 영국군은 프로이센군이 합류하면서 반격에 나섰다. 나폴레옹 1세는 다시 패배하여 파리로 패주하였다. 나폴레옹은 재차 퇴위 문서에 서명하였고, 대서양의 멀리 떨어진 작은 섬 세인트헬레나에 유폐됨으로써 나폴레옹 정부는 완전히 실각하여 제국은 붕괴하고 만다.

## 행정구역
프랑스 제국의 행정구역

## 역대 황제
1. 나폴레옹 1세 (1804년 - 1814년, 1815년)
2. 나폴레옹 2세 (1815년 6월 22일 - 1815년 7월 7일)

## 같이 보기
- 나폴레옹 보나파르트
- 나폴레옹 전쟁
- 프랑스의 역사